# Campephaga
Campephaga är ett fågelsläkte i familjen gråfåglar inom ordningen tättingar. Släktet omfattar fyra arter som förekommer i Afrika söder om Sahara:
- Svart nålfågel (C. flava)
- Rödskuldrad nålfågel (C. phoenicea)
- Satängnålfågel (C. petiti)
- Purpurstrupig nålfågel (C. quiscalina)